# Acalyptris hilli
Acalyptris hilli (лат.) — вид чешуекрылых из семейства молей-малюток. Таксон назван в честь коллекционера и друга Simon R. Hill (Лондон), участника сбора типовой серии.

## Распространение
Неотропика: Перу (Junín Region, Satipo, 11°15ꞌ30ꞌꞌS, 74°37ꞌ56ꞌꞌW, на высоте 1660 м).

## Описание
Мелкие молевидные чешуекрылые, размах крыльев около 5 мм. Длина переднего крыла самцов 2,2 мм. От близких видов рода Acalyptris отличается серебристым глянцевым передним крылом с сильным фиолетовым переливом и черной постмедианной фасцией, а также строением гениталий самцов. Основная окраска серовато-коричневая, брюшко чёрное. В усиках около 30 члеников.
Челюстные щупики 5-члениковые. Глаза крупные, оцеллии отсутствуют. Имаго летают в мае. Гусеницы, предположительно, как и у других видов своего рода, минируют листья различных растений.

## Классификация
Вид включён в видовую группу Acalyptris trifidus (species group). Таксон был впервые описан в 2020 году в ходе родовой ревизии, проведённой литовским лепидоптерологом Йонасом Римантасом Стонисом (Stonis Jonas R., Institute of Ecology, Nature Research Centre and Baltijos-Amerikos biotaksonomijos institutas, Вильнюс, Литва) и его коллегами по материалам из Нового Света.